# US Open 1970 (Badminton)
Die US Open 1970 im Badminton fanden vom 1. bis zum 4. April 1970 in Cambridge (Massachusetts) statt.

## Finalergebnisse
| Disziplin    | Sieger                         | Finalist                       | Ergebnis          |
| ------------ | ------------------------------ | ------------------------------ | ----------------- |
| Herreneinzel | Junji Honma                    | Ippei Kojima                   | 13-15, 15-8, 15-8 |
| Dameneinzel  | Etsuko Takenaka                | Tyna Barinaga                  | 11-5, 12-9        |
| Herrendoppel | Junji Honma Ippei Kojima       | Don Paup Jim Poole             | 15-11, 15-2       |
| Damendoppel  | Etsuko Takenaka Machiko Aizawa | Susan Whetnall Margaret Boxall | 15-10, 15-11      |
| Mixed        | Paul Whetnall Margaret Boxall  | Ippei Kojima Machiko Aizawa    | 15-8, 15-2        |